# Conservatisme paternaliste
Ne doit pas être confondu avec La Droite sociale ou Conservatisme social.
Le conservatisme paternaliste, également appelé droite sociale, est un ensemble de courants politiques qui combinent des préoccupations conservatrices, en particulier pour les traditions établies, le respect pour l'autorité, l'ordre, la sécurité, l'identité nationale et parfois les valeurs religieuses, avec des idées sociales sur le plan économique., L'accent est particulièrement mis sur l'obligation paternaliste, faisant référence au concept féodal de noblesse oblige, de ceux qui sont privilégiés et riches envers les parties les plus pauvres de la société. Conformément à des principes tels que le devoir, la hiérarchie et l'unité organique, il peut être considéré comme une conséquence du conservatisme traditionaliste. Les conservateurs paternalistes ne soutiennent pas le principe de l'individu ou l'État, mais sont plutôt prêts à soutenir l'un ou l'autre ou à recommander un équilibre entre les deux, en fonction de ce qui est le plus pratique.
Le conservatisme paternaliste met l'accent sur le devoir du gouvernement d'impliquer un interventionnisme étatique assez large pour cultiver une vie bonne pour tous les citoyens. Cela conduit à une voie dirigiste dans laquelle le gouvernement est envisagé comme une figure paternelle bienveillante fixant des objectifs et garantissant le fair-play et l'égalité des chances, avec un accent sur l'importance d'un filet de sécurité sociale pour lutter contre la pauvreté et le soutien de redistribution des richesses, ainsi qu'une régulation gouvernementale des marchés dans l'intérêt des consommateurs et des producteurs.

## Origines et courants

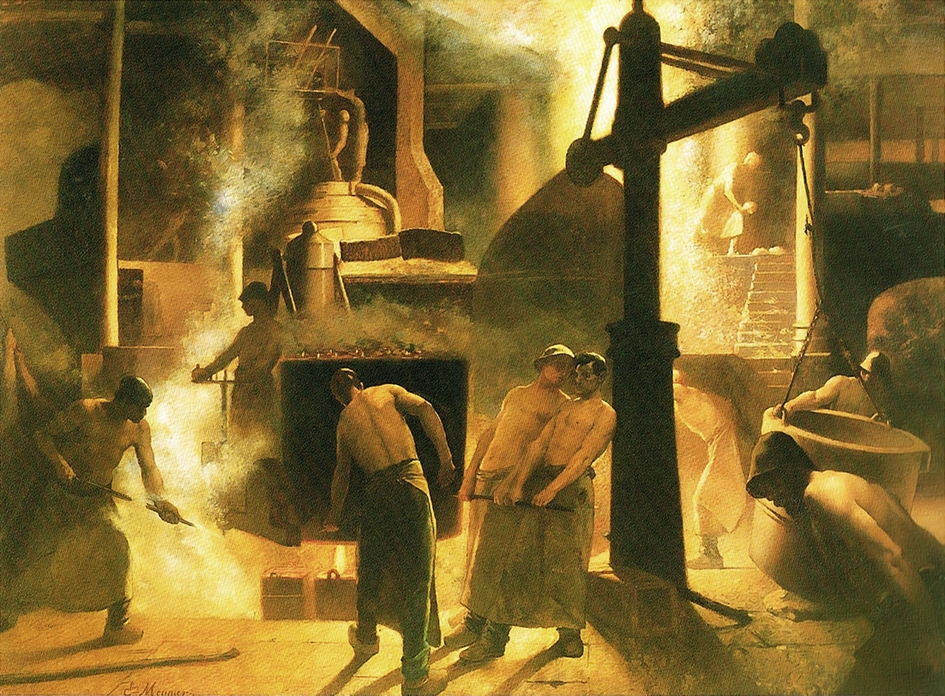
La Coulée à Ougrée (vers 1885-1890), Liège, musée des Beaux-Arts.

Le conservatisme paternaliste trouve ses origines dans la révolution industrielle, cause d'inégalités économiques généralisées, de pauvreté et de mécontentement social. En Grande-Bretagne, des hommes politiques du parti Tory tels que Richard Oastler, Michael Thomas Sadler et Lord Shaftesbury ont combiné leur responsabilité élitiste ainsi qu’un fort élément humanitaire avec leur implication dans les Factory Acts. Critiques de l'individualisme et de l'économie classique, ils n'aimaient pas non plus la New Poor Law de 1834 et croyaient au rôle de l'État pour garantir un logement décent, des conditions de travail, des salaires et un traitement des pauvres.
L'un des premiers partisans du conservatisme paternaliste est le chancelier impérial d’Autriche Klemens Wenzel von Metternich, qui appelle de ses vœux, en 1847, une « harmonie de classe pacifique, cosmopolite et axée sur la tradition ».

### Conservatisme one-nation

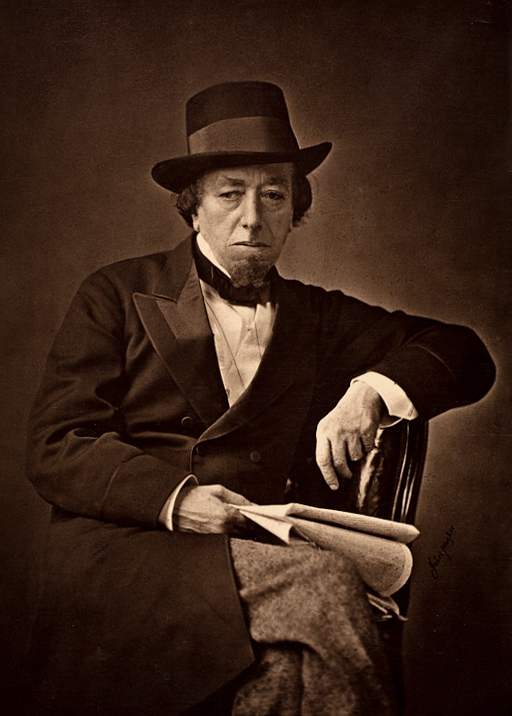
Benjamin Disraeli, qui est largement considéré comme l'architecte du conservatisme one-nation

Le conservatisme one-nation a d'abord été conçu par le Premier ministre conservateur Benjamin Disraeli, qui présente sa philosophie politique dans deux romans, Sybil, Or The Two Nations et Coningsby, respectivement publiés en 1845 et 1844,. Le conservatisme de Disraeli propose une société paternaliste maintenant les classes sociales, mais assurant à la classe ouvrière le soutien des nantis. Disraeli a souligné l'importance de l'obligation sociale plutôt que de l'individualisme qui imprègne la société britannique de l'époque. Disraeli veut prévenir la Grande-Bretagne de la division en deux classes (celle des riches et celle des pauvres) en raison de l'augmentation de l'industrialisation et des inégalités. Préoccupé par cette division, il soutient des mesures visant à améliorer la vie des classes populaires ainsi que leur apporter soutien et protection sociales.
Disraeli justifie ses idées par sa croyance en une société organique dans laquelle les différentes classes ont des obligations naturelles les unes envers les autres. Il considère la société comme naturellement hiérarchisée et souligne les obligations de « ceux d'en haut » envers « ceux d'en bas ». C'est une continuation du concept féodal de noblesse oblige qui affirme l'obligation pour l'aristocratie d'être généreuse et honorable. Pour Disraeli, cela implique l’adoption par le gouvernement de politiques paternalistes. Le conservatisme one-nation identifie son approche comme pragmatique et non idéologique. L'acceptation de la nécessité de politiques flexibles et, en tant que tel, les conservateurs one-nation ont souvent cherché des compromis avec leurs adversaires idéologiques afin de maintenir la stabilité sociale. Disraeli justifie ses opinions de manière pragmatique, en faisant valoir que si la classe dirigeante devenait indifférente à la souffrance du peuple, la société deviendrait instable et la révolution sociale deviendrait une possibilité.

### Mouvements catholiques
En Europe, la droite sociale-catholique s’est développée sous l’impulsion de l'Église catholique au XIXe siècle en réponse à la  détérioration générale des conditions sociales et aux tendances croissantes anticléricales et socialistes chez les artisans et les ouvriers. Elle mélange « l'engagement social, le bien-être social, le paternalisme et le patronage autoritaire d'en haut, et est également basé sur l'approfondissement de la foi populaire ».
En 1878, à l’initiative du conservateur luthérien allemand Adolf Stoecker, est fondé le Christlich-Soziale Arbeiterpartei, visant à rallier les travailleurs au christianisme protestant et à la monarchie allemande. Stoecker respecte les hiérarchies sociales existantes, mais souhaite également un État qui serait actif dans la protection des citoyens pauvres et vulnérables. Stoecker a parfois utilisé la rhétorique antisémite pour obtenir du soutien, bien qu'il ait exhorté ses sympathisants à pratiquer l'amour chrétien, même envers les Juifs.

## Le conservatisme paternaliste par pays

### Allemagne

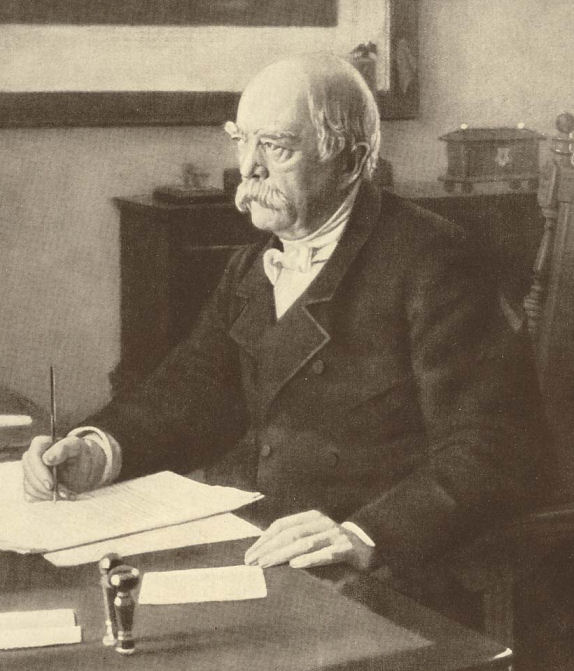
Otto von Bismarck

Le chancelier Bismarck poursuit une stratégie de construction de l'État visant à rendre les Allemands ordinaires plus fidèles au pays, mettant en œuvre l'État-providence moderne en Allemagne dans les années 1880. Bismarck, par peur d'une révolution socialiste, créée le premier État-providence dans le monde moderne, dans le but d'obtenir le soutien de la classe ouvrière.
Il adopte des politiques d'assurance obligatoire organisée par l'État pour les travailleurs afin de se prémunir contre la maladie, les accidents, l'incapacité et la vieillesse dans ce qui a été nommé socialisme d'État. Le terme « socialisme d'État » est créé par l'opposition libérale, mais il est ensuite repris par Bismarck lui-même. Bismarck n’est cependant pas un socialiste et promulgue les lois antisocialistes. Le socialisme d'État de Bismark est basé sur une pensée politique romantique dans laquelle l'État est suprême et exécute un programme consistant à soutenir « la protestation du collectivisme contre l'individualisme » et du « nationalisme contre le cosmopolitisme" et déclare que "le devoir de l'État est de maintenir et de promouvoir les intérêts, le bien-être de la nation en tant que telle". Au contraire, ses actions visent à enrayer la croissance du Parti social-démocrate d'Allemagne. En outre, la politique de nationalisation des chemins de fer est établie après l'unification de l'Allemagne, plaçant les transports sous le contrôle de l'État,.

L'équivalent académique du socialisme d'État de Bismarck de l'époque est le Kathedersozialismus de Gustav von Schmoller et Adolph Wagner. Schmoller est un adversaire à la fois du libéralisme et du socialisme prolétarien marxiste. Wagner est à l'origine un partisan de l’école de Manchester, mais est devenu par la suite conservateur. Les socialistes universitaires ont trois traits en commun : que « la liberté économique ne peut pas être absolue, l'économie doit obéir à des exigences à la fois éthiques et pratiques, et la nécessité de l’intervention étatique afin de garantir un certain degré de justice sociale » Schmoller nie que le libre-échange et l'économie du « laissez-faire » conviennent à l'Allemagne, préconisant plutôt l'intervention de l'État pour promouvoir l'industrialisme et améliorer les conditions des travailleurs. Schmoller soutient la monarchie prussienne comme une "institution historiquement bienveillante et médiatrice sociale".

### Canada
Un Tory rouge est un adepte d'une philosophie politique dérivée de la tradition Tory, principalement au Canada, mais aussi au Royaume-Uni. Cette philosophie tend à privilégier les politiques sociales tout en maintenant une certaine discipline fiscale et un respect de l'ordre social et politique. Au Canada, le torysme rouge se retrouve dans les partis politiques fédéraux et provinciaux constitutifs du Parti conservateur. L'histoire du torysme rouge marque des différences dans le développement de la culture politique du Canada et de celle des États-Unis. Le conservatisme paternaliste canadien et le conservatisme américain diffèrent l'un de l'autre sur des points fondamentaux, y compris leurs positions sur les questions sociales et le rôle du gouvernement dans la société.
L'adjectif rouge fait référence à la nature économique de gauche du torysme rouge par rapport au torysme bleu puisque les partis socialistes et autres partis de gauche ont traditionnellement utilisé cette couleur. Cependant, la couleur rouge est généralement associée, dans ce pays, au Parti libéral du Canada, le terme reflète le large éventail idéologique que l'on trouve traditionnellement au sein du conservatisme au Canada, de centre gauche. Au Canada, divers gouvernements conservateurs ont fait partie de la tradition conservatrice rouge, l'ancien principal parti conservateur du Canada ayant été nommé Parti progressiste-conservateur du Canada de 1942 à 2003. Au Canada, les premiers ministres progressistes-conservateurs et conservateur Arthur Meighen, R. B. Bennett, John Diefenbaker, Joe Clark, Brian Mulroney et Kim Campbell ont dirigé les gouvernements fédéraux conservateurs rouges.

### France
En France, l'influence des doctrines de la droite sociale catholique se développe avec des personnalités telles que Albert de Mun et René de La Tour du Pin.
Le nationaliste et monarchiste Charles Maurras exprime son intérêt à unir ses idéaux nationalistes avec le  syndicalisme sorélien comme moyen d'affronter le libéralisme et la démocratie. Maurras a dit : « Un socialisme libéré des éléments démocratiques et cosmopolites s'accorde bien avec le nationalisme, de la même manière qu'un gant bien fait s'adapte bien à une belle main ». Georges Sorel lui-même est impressionné par le nombre important de "jeunes fougueux" qui ont rejoint l'Action française de Maurras et se sont tournés vers le nationalisme maurrasien. En 1911 , sur la question du syndicalisme sorélien, Georges Valois déclare au IVe Congrès de l'Action française : « Le mouvement nationaliste et le mouvement syndical, aussi étrange que cela puisse paraître de par leurs positions et orientations actuelles, ont plus d'un objectif en commun. » Valois et Sorel ont fondé le Cercle Proudhon en 1911, une organisation qui, selon Valois, fournit « une plate-forme commune pour les nationalistes ».

### États-Unis
Aux États-Unis, Theodore Roosevelt est la principale figure du conservatisme paternaliste. Roosevelt déclare qu'il a « toujours cru que le sage progressisme et le sage conservatisme allaient de pair ». Les idées de Roosevelt telles que celle du New Nationalism, une extension de sa philosophie antérieure du Square Deal, sont décrits comme paternalistes et contrastés avec la New Freedom individualiste du Démocrate progressiste Woodrow Wilson. Le programme de Wilson contient des idées plus paternalistes que celui de Roosevelt, excluant la notion de contrôle des juges. Le président Républicain William Howard Taft s'est décrit comme « un partisan du conservatisme progressiste », et le président républicain Dwight D. Eisenhower s’est également déclaré défenseur d’un « conservatisme progressiste ».

### Russie
En Russie des idées proches du socialisme (mais défendant l'absolutisme tsariste) sont tenues par certains slavophiles, comme Constantin Léontiev. Le colonel Ochrany Sergiusz Zubatow, créant des syndicats légaux de travailleurs sous le patronage du Tsar, a tenté de les mettre en pratique.

### Pologne
En Pologne, le représentant de cette tendance est Leon Rzewuski.

### Japon
Au Japon, une direction similaire n'est apparue qu'au XXe siècle par le biais de jeunes officiers proclamant le slogan « restauration Shōwa ». Cela signifie enlever le pouvoir aux capitalistes et le restituer à l'empereur, introduire le « socialisme d'État » en nationalisant les entreprises, et l'expansion du peuple japonais pour établir « l'Asie pour les Asiatiques ». En 1932, les « jeunes officiers » ont mené une série d'attaques contre des politiciens modérés. En 1936, ils font une tentative de coup d'État infructueuse. Les Jeunes Officiers ont eu beaucoup d'influence dans les partis ouvriers japonais Nihon Kokka Shakaito, Nihon Kokkumin Shakaito et même Shakai Taishuto.

## Critiques

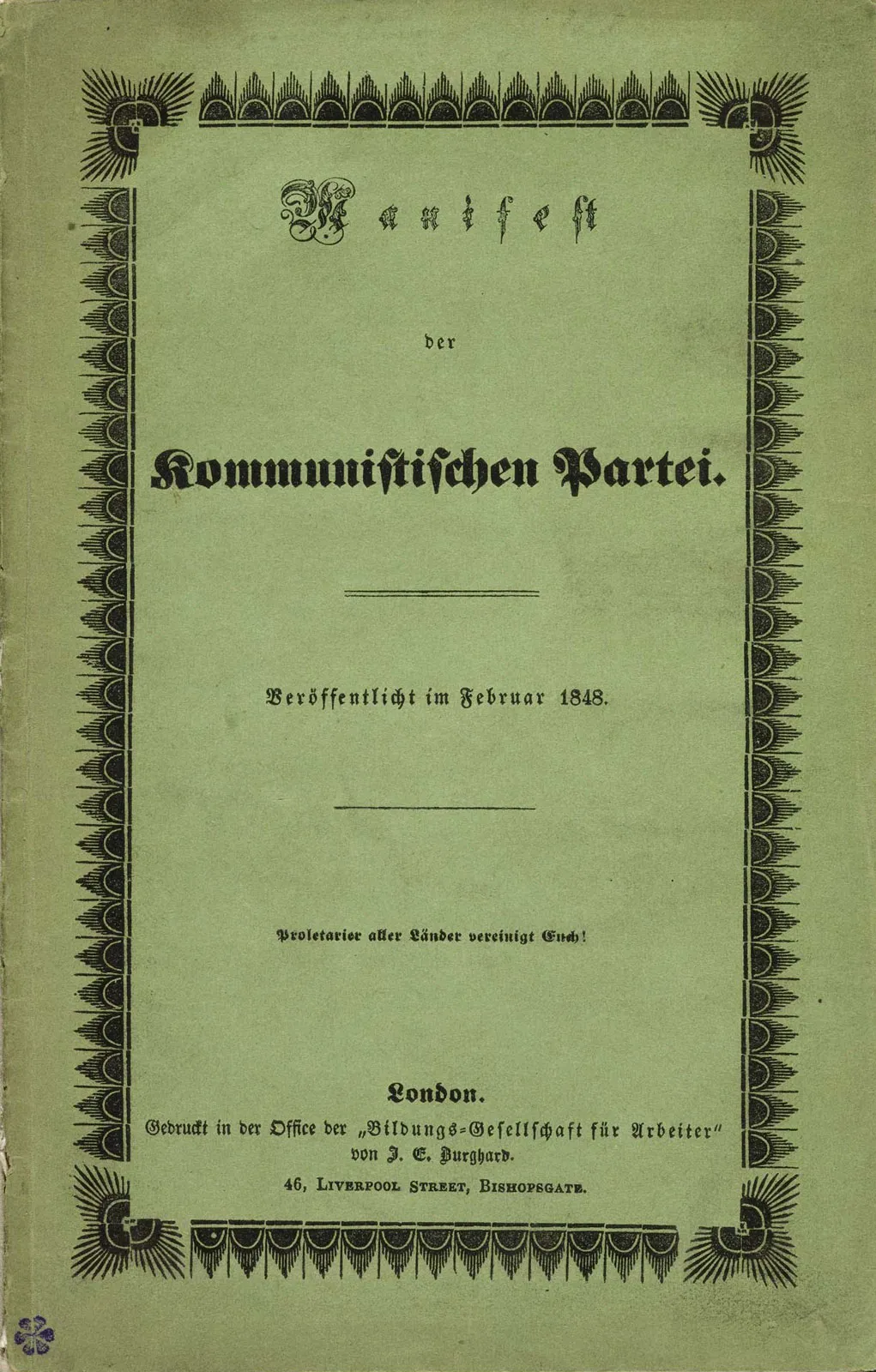
Exemplaire du Manifeste du Parti communiste

Dans son Manifeste du Parti communiste, section III, Karl Marx critique le conservatisme paternaliste. Selon Marx, les conservateurs ou les socialistes bourgeois ne sont que de riches philanthropes et des politiciens réformistes qui font toutes sortes de choses pour la classe ouvrière, mais en fin de compte ne luttent pas pour l'émancipation des travailleurs. Certains "socialistes bourgeois", selon Marx, aspirent à l'abolition du prolétariat en élevant tout le monde au niveau de la prospérité de la bourgeoisie au moyen d'une accumulation sans fin de capital et d'une croissance débridée.

## Partis sociaux-conservateurs
Belgique
- Centre démocrate humaniste
- Christen-Democratisch en Vlaams

 Allemagne
- Union chrétienne-démocrate d'Allemagne (en partie)

 France
- VIA, la voie du peuple
- Les Républicains (en partie)

 Pologne
- Droit et Justice

 Royaume-Uni
- Parti conservateur (en partie)

 Suisse
- Parti démocrate-chrétien, actuellement Le Centre
- Parti évangélique suisse